# Masafumi Yokoyama
Masafumi Yokoyama (født 10. april 1956) er en japansk fodboldspiller.

## Japans fodboldlandshold
| Japans landshold | Japans landshold | Japans landshold |
| År               | Kmp              | Mål              |
| ---------------- | ---------------- | ---------------- |
| 1979             | 1                | 0                |
| 1980             | 12               | 2                |
| 1981             | 9                | 6                |
| 1982             | 1                | 0                |
| 1983             | 7                | 2                |
| 1984             | 1                | 0                |
| Total            | 31               | 10               |